# Гаринский муниципальный округ
Га́ринский городско́й о́круг — муниципальное образование в Свердловской области России, относится к Северному управленческому округу.
Административный центр — посёлок городского типа Гари.
С точки зрения административно-территориального устройства области, городской округ находится в границах административно-территориальной единицы Гаринский район.
С 1 января 2025 года имеет статус муниципального округа.

## География
Гаринский городской округ как муниципальное образование образован в границах Гаринского района и территориально полностью совпадает с последним. Округ расположен в северо-восточной части Свердловской области. Общая площадь Гаринского городского округа и Гаринского района 16774,15 км², что делает их вторыми по площади в области после Ивдельского городского округа и административно-территориальной единицы города Ивделя соответственно. Гаринский городской округ занимает 8,63 % площади Свердловской области. Кроме того, площадь городского округа превышает площади 10 регионов России. Площадь лесов составляет 10790 км².
Административный центр — посёлок Гари — расположен в юго-восточной части городского округа. Посёлок соединён автодорогой с посёлком Сосьва, который, в свою очередь, связан автодорогами и железной дорогой с другими городами области.
Территория Гаринского городского округа богата реками и озёрами. В западной части округа протекают реки Лозьва (с севера на юг) и Сосьва (в обратном направлении), которые, сливаясь друг с другом, дают начало Тавде — крупной реке бассейна Оби. На территории района в неё впадают ещё несколько притоков: Вагиль, Пелым, Анеп и др. Крупные озёра городского округа: Пелымский Туман, Большой Вагильский Туман, Синтур, Болтышево, Русское, Нижнее и Верхнее — весьма труднодоступны и, как правило, заболочены у берегов. Болота занимают крупные площади в восточной части района, особенно на границе с Ханты-Мансийским автономным округом.
Гаринский городской округ (Гаринский район) граничит:
- с другими муниципальными образованиями и административно-территориальными единицами Свердловской области:
  - на севере — с Ивдельским городским округом и городским округом Пелым, которые вместе составляют административно-территориальную единицу город Ивдель,
  - на западе — с Серовским городским округом, который образует административно-территориальную единицу город Серов,
  - на юго-западе — с Сосьвинским городским округом, который образует Серовский район,
  - на юге — с Махнёвским муниципальным образованием, составляющим часть Алапаевского района,
  - на юго-востоке — с Тавдинским городским округом, который образует Тавдинский район;
- на востоке — с Кондинским районом Ханты-Мансийского автономного округа Тюменской области.

## История
27 февраля 1924 года в составе Верхотурского (Тагильского) округа Уральской области образован Гаринский район, в его состав вошли территории 6 волостей бывшего Верхотурского уезда. С 1934 года район в составе Свердловской области.
1 февраля 1963 года был создан Гаринский сельский район.
22 ноября 1966 года посёлок площадки РТС -переименован в посёлок Междуречный.
17 декабря 1995 года по результатам местного референдума было создано муниципальное образование Гаринский район.
10 ноября 1996 года муниципальное образование было включено в областной реестр.
31 декабря 2004 года Гаринский район был наделён статусом городского округа.
С 1 января 2006 года муниципальное образование Гаринский район было переименовано в Гаринский городской округ.
В рамках административно-территориального устройства области, административно-территориальная единица Гаринский район продолжает существовать.

## Население
| 2002  | 2009  | 2010  | 2011  | 2012  | 2013  | 2014  | 2015  |
| ----- | ----- | ----- | ----- | ----- | ----- | ----- | ----- |
| 7832  | ↘7056 | ↘4904 | ↘4889 | ↘4740 | ↘4649 | ↘4502 | ↘4344 |
| 2016  | 2017  | 2018  | 2019  | 2020  | 2021  | 2023  |       |
| ↘4142 | ↘4045 | ↘3986 | ↘3892 | ↘3832 | ↘2580 | ↘2501 |       |

## Состав
В состав городского округа и района входит 40 населённых пунктов. До 1 октября 2017 года выделялись 11 административно-территориальных единиц: рабочий посёлок Гари и 10 сельсоветов.
| №  | Населённый пункт | Тип населённого пункта      | Население |
| -- | ---------------- | --------------------------- | --------- |
| 1  | Албычева         | деревня                     | ↘24       |
| 2  | Ананьевка        | деревня                     | →0        |
| 3  | Андрюшино        | село                        | ↘146      |
| 4  | Берёзовый        | посёлок                     | →0        |
| 5  | Векшина          | деревня                     | ↘2        |
| 6  | Гари             | пгт, административный центр | ↘1951     |
| 7  | Горный           | посёлок                     | ↘28       |
| 8  | Ерёмино          | село                        | ↘13       |
| 9  | Зимний           | посёлок                     | ↘1        |
| 10 | Зыкова           | деревня                     | ↘36       |
| 11 | Каргаева         | деревня                     | ↗7        |
| 12 | Кондратьева      | деревня                     | ↘3        |
| 13 | Кошмаки          | деревня                     | ↘0        |
| 14 | Круторечка       | деревня                     | ↘19       |
| 15 | Кузнецова        | деревня                     | ↘2        |
| 16 | Лапоткова        | деревня                     | ↘1        |
| 17 | Лебедева         | деревня                     | ↗31       |
| 18 | Ликино           | посёлок                     | ↘14       |
| 19 | Линты            | деревня                     | ↗6        |
| 20 | Лобанова         | деревня                     | ↘21       |
| 21 | Махтыли          | деревня                     | ↘0        |
| 22 | Михайловка       | деревня                     | ↘0        |
| 23 | Моисеева         | деревня                     | ↘2        |
| 24 | Мочальная        | деревня                     | ↘0        |
| 25 | Мочищенская      | деревня                     | ↘1        |
| 26 | Нихвор           | деревня                     | ↘37       |
| 27 | Новозыково       | посёлок                     | ↗117      |
| 28 | Новый Вагиль     | посёлок                     | ↘9        |
| 29 | Пантелеева       | деревня                     | ↘1        |
| 30 | Пелым            | деревня                     | ↘0        |
| 31 | Петим            | деревня                     | ↘0        |
| 32 | Петрова          | деревня                     | ↘1        |
| 33 | Поспелова        | деревня                     | ↗27       |
| 34 | Пуксинка         | посёлок                     | ↘36       |
| 35 | Рагозина         | деревня                     | ↘8        |
| 36 | Рычкова          | деревня                     | ↘100      |
| 37 | Стенин Кедр      | посёлок                     | ↘5        |
| 38 | Троицкое         | деревня                     | ↗2        |
| 39 | Шабурово         | село                        | ↘8        |
| 40 | Шантальская      | деревня                     | ↘10       |

Упразднённые населённые пункты
- Областным законом № 78-03 от 1 августа 2023 года упразднены посёлки Киня и Татька[32].
- Вагильская (Пелымский сельсовет), Гагарская (??? советские справочники административно-территориального устройства не указывают такого населённого пункта), Заозёрная (Ликинский сельсовет), Зуево (Зуева) (Кузнецовский сельсовет), Кыртымья (Крутореченский сельсовет), Лупта (1956: Вагильский сельсовет), Лушниково (Лушникова) (1956: Крутореченский сельсовет), Неулька (1956: Анепский сельсовет), Сотниково (Сотникова) (Вагильский сельсовет), Усть-Вагильская (Усть-Вагиль) (Зыковский сельсовет) и другие[33].
- 27 ноября 2001 года были упразднены посёлки Омуншош (в подчинении районного центра, то есть в составе Гаринского поссовета), Отынья, Средний Анеп (Андрюшинский сельсовет) и Рынта (Пелымский сельсовет), а также деревни Балакина (в подчинении районного центра, то есть в составе Гаринского поссовета), Верезово, Назарова, Солдатка (Крутореченский сельсовет), Гайдукова, Ланцева, Новая Пашня, Ошмарья, Петрово 3-е (Ереминский сельсовет), Дворникова, Пашня (Кузнецовский сельсовет), Пашня (Зыковский сельсовет) и Туман (Ликинский сельсовет)[34].
- 11 октября 1972 года Решением Свердловского облисполкома № 772 были упразднены деревни Еремина, Корнилкова, Покровская (Гаринский поссовет), Алгушонка, Костюр, Нижняя Катька, Сионка (Андрюшинский сельсовет), Сотникова, Успина (Вагильский сельсовет), Вотьпа, Сальты (Верх-Пелымскый сельсовет), Пономарёва (Ереминский сельсовет), Георгиевская, Коркунова, Новотроицкая, Рублёва, Степанова, Усть-Вагиль (Зыковский сельсовет), Речешная, Чишья (Кузнецовский сельсовет), посёлок Верхняя Евва и деревни Кама, Рашкина, Синдея (Ликинский сельсовет), Большая Сура, Усть-Лозьва, Ченга (Лозьвинский сельсовет), Второе Петрово, Ищина, Мостовая (Нихворский сельсовет), Старцева (Ошмарьинский сельсовет), Болина, Вахрушева, Конюхова (Пелымский сельсовет), Василисина, Мирское, Малые Гари, Носова (Троицкий сельсовет)[35].
- 30 декабря 1976 года Решением Свердловского облисполкома № 1099 были упразднены деревни Казанцева, Крутое, Маево, Тимьяр (Андрюшинский сельсовет), Большой Посол, Заречная (Верх-Пелымский сельсовет), Полубь (Ереминский сельсовет), Токовое, Федотовская, Церковная(ое) (Крутореченский сельсовет), посёлок Кульма и деревня Тыня (Ликинский сельсовет), Омелина(о), Урай (Ошмарьинский сельсовет), Васильевская, Куренева (Троицкий сельсовет) и деревня Болтышево(а) (Шабуровский сельсовет)[35] .

Сведения о территориальной принадлежности упразднённых населённых пунктов взяты из справочников по административно-территориальному устройству на 1 июля 1956 года, 1 января 1987 года и после 1990 года.

## Археология
- В Гаринском районе при раскопках Туманского укреплённого поселения в междуречье Тыни и Кульмы в 600 м метрах от места их слияния близ северного берега озера Большой Вагильский Туман, в которое впадает река Тыня (Туман) был найден меч, связанный происхождением с импортом из Древней Руси[40].
- Культовый памятник Усть-Вагильский холм находится на левом берегу реки Тавды на стрелке, образованной в месте впадения в Тавду реки Вагиль[41]. Двенадцать радиоуглеродных дат Усть-Вагильского холма охватывают обширный промежуток времени между 7400 и 5000 годами до н. э.[42].